# Красный Бор (Кузоватовский район)
Кра́сный Бор — посёлок в Кузоватовском районе Ульяновской области. Входит в состав Еделевского сельского поселения.

## География
Посёлок находится у реки Томышевка, на расстоянии примерно 23 км (по прямой) к юго-востоку от рабочего посёлка Кузоватово, административного центра района.

### Часовой пояс
Посёлок Красный Бор, как и вся Ульяновская область, находится в часовой зоне МСК+1. Смещение применяемого времени относительно UTC составляет +4:00.

## История
В поздний советский период — отделение колхоза «Рассвет».

## Население
| 2002 | 2010 |
| ---- | ---- |
| 41   | ↘14  |

### Национальный состав
Согласно результатам переписи 2002 года, в национальной структуре населения русские составляли 62 % из 39 чел., мордва — 38 %.